# Association sportive Simba Kamikaze
Ne doit pas être confondu avec Simba SC.
Maillots
Actualités
Le AS Simba Kamikaze est un club congolais de football basé à Kolwezi.
Le club participe à plusieurs reprises à la Linafoot.

## Histoire
AS Simba est un club de football congolais basé à Kolwezi fondé en 2002 qui évolue en Vodacom Ligue 1,,,. Lors de la saison 2018-2019 le club remporte pour la première fois la seconde division et est promu en première division.
Bien que l'édition 2019-2020 de la Linafoot ait été suspendue en mars 2020 puis interrompue en raison de la Pandémie de COVID-19, l'AS Simba a réussi à se maintenir une année supplémentaire dans la ligue supérieure en terminant douzième sur seize équipes, avec son meilleur buteur Rodrigue Kitwa marquant 6 buts.
Depuis la prise du club par la présidente Fifi MASUKA, le club a vu son budget être revu à la hausse, avec un recrutement à la hauteur des ambitions du club 

## Staff et Effectif

### Staff
Entraîneur :  Daouda Lupembe

Adjoint :  Écossais mutombo
gardiens :  SOKI 

Directeur sportif :  Christian MWANDA 

Préparateur physique :  Mick tshibanda

### Entraîneurs
- Tostao Kabanga
- 2016 :  Andy Magloire Mfutila
- 2018-2019 :  Joseph N’seka [9]
- 2020 : Julio César Gómez de la Tobre[10],[11]
- 2020-2021 :  Omer Mbayo[12]
- 2022-2023 :  Gilles Hugon[13],[14]
- 2023 :  Daouda Lupembe[8],[15]

### Présidents
- 2012-2017 :  Jean Henri Chansa[16]
- 2017-2020 :  Robert Tshipund[17]
- 2020-2021 :  Hassamal Sachim[18]
- 2021 :  Yannick Tshisola[19]
- 2021-2022 :  Jacques Masengo
- 2022 :  Fifi Masuka